# وادي العيون
وادي العيون بلدة سورية ومركز مدينه وادي العيون تتبع منطقة مصياف في محافظة حماة. بلغ عدد سكانها 3,371 نسمة في عام 2004 حسب إحصاء المكتب المركزي للإحصاء.اجمل احياءها حي قواقيف اذ يتربع على سفح جبل باعلى مدينه وادي العيون ويعد الحي بوابه وادي العيون من الجنوب الغربي

## الموقع
تقع بلدة وادي العيون في الوادي المسماة باسمه /وادي العيون/ الممتد من الشرق إلى الغرب على السفح الغربي من سلسلة الجبال الغربية في سوريا وترتفع عن سطح البحر ما بين 450-900م
- تبعد عن مدينة دمشق 250 كم
- تبعد عن مدينة حمص 90 كم
- تبعد عن مدينة حماة 65 كم
- تبعد عن مدينة إدلب 140 كم
- تبعد عن مدينة حلب 210 كم
- تبعد عن مدينة الرقة 400 كم مروراً بحلب - 330 كم مروراً بالسلمية
- تبعد عن مدينة دير الزور 450 كم مروراً بتدمر - حمص
- تبعد عن مدينة الحسكة 560 كم مروراً بالرقة-سلمية و 615 كم مروراً بدير الزور-تدمر
- تبعد عن مدينة السويداء 345 كم
- تبعد عن مدينة درعا 360 كم
- تبعد عن مدينة القنيطرة 305 كم
- تبعد عن مدينة اللاذقية 110 كم
- تبعد عن مدينة طرطوس 45 كم

## لمحة تاريخية
كما أغلب الجبال الغربية في سوريا سكنت وادي العيون من العهود الفينيقية الأولى وتدل عليها بعض الآثار المتبقية مثل الناووس في حي بيت شلهوم وهو مدفن فينيقي في الصخر عرفت النواويس بأنها تقام بالقرب من السكن وعلى شرفة منه لكن لا آثار لوجود هذه المساكن. وكان يوجد بعض طواحين المياه في وادي العيون. تبقى منها واحدة فقط قرب قاع الوادي عند جسر بيت الهندي، ولا تاريخ محدد لبناء تلك الطواحين وتشتهر بمغاورها المتعددة.
سكنت جبال الساحل المعروفة قديماً بجبال (بهراء وتنوخ) من قبائل عربية شامية وعراقية.. لكن بالنسبة لوادي العيون فإن أقدم ما يذكر حولها يعود إلى القرن الثالث عشر للميلاد.. ومن دليل ذلك وجود مقامات كمقام الشيخ المعلم جامع والشيخ العلامة حاتم الطوباني وذلك بعد وصول الأمير حسن بن مكزون السنجاري إلى الجبال حوالي عام (1121م). تغيب بعدها التواريخ الحقيقية لتثبت من جديد ما بين القرنين الثامن والتاسع عشر لما ثبت عن زيارة الشيخ العلامة خليل بن معروف النميلي لبلدة وادي العيون (1738-1816م) وبقاء تلميذه الشيخ منصور في وادي العيون وذلك في فترة الدولة العثمانية.
وبسبب وعورة الجبال والمسالك إليها فقد احتفظت وادي العيون بما يشبه الحكم الذاتي في كل المراحل المعروفة يحكمها وجهاء العائلات بتوافقية..
في التاريخ المحكي لوادي العيون تذكر قصة واحدة فقط لمحاولة دخول كتيبة عثمانية إلى وادي العيون بقصد مصادرة الأرزاق والسوق إلى السفربرلك وتعود إلى فترة الحرب العالمية الأولى وقد تعرض أغلب رجال الكتيبة العثمانية إلى الإبادة في وادي العيون ورمي جثثهم في هوة معروفة في وادي العيون..
في زمن الاحتلال الفرنسي كانت وادي العيون مركزاً حقيقياً لثورة المجاهد الكبير الشيخ صالح العلي وكان رجال وادي العيون أعمدة الثورة والنساء السند بالزاد والماء والطبابة .

## السياحة في وادي العيون
تعتبر بلدة وادي العيون منطقة متكاملة سياحياً بمجموعة من الفنادق والمطاعم. هذا إضافة لسياحة الطبيعة والشلالات وتسلق الجبال واكتشاف الغابات والتمتع بالطبيعة في هذة المنطقة من جبال الساحل وقد عرف مصيف وادي العيون منذ وقت طويل نظراً لطبيعته الساحرة والأحراش والغابات والمياة المنسابة من الينابيع والجو والمناخ المعتدل في فصل الصيف.
و من القرى الجميلة التي تتبع لها قرية عين الكرم بقرب قرية الرقمة والتي تتبع لمحافظة طرطوس و في قرية عين الكرم شجرة دلب معمرة(أكثر من ٤٠٠ عام) يبلغ ارتفاع ساقها حوالي ٨ أمتار و محيط قطرها حوالي ٢١ متر .